# Châteauneuf-du-Rhône
Châteauneuf-du-Rhône is een gemeente in het Franse departement Drôme (regio Auvergne-Rhône-Alpes). De plaats maakt deel uit van het arrondissement Nyons. Châteauneuf-du-Rhône telde op 1 januari 2022 2.807 inwoners.

## Geografie
De oppervlakte van Châteauneuf-du-Rhône bedraagt 27,27 vierkante kilometer; de bevolkingsdichtheid is 100 inwoners per km² (per 1 januari 2019).

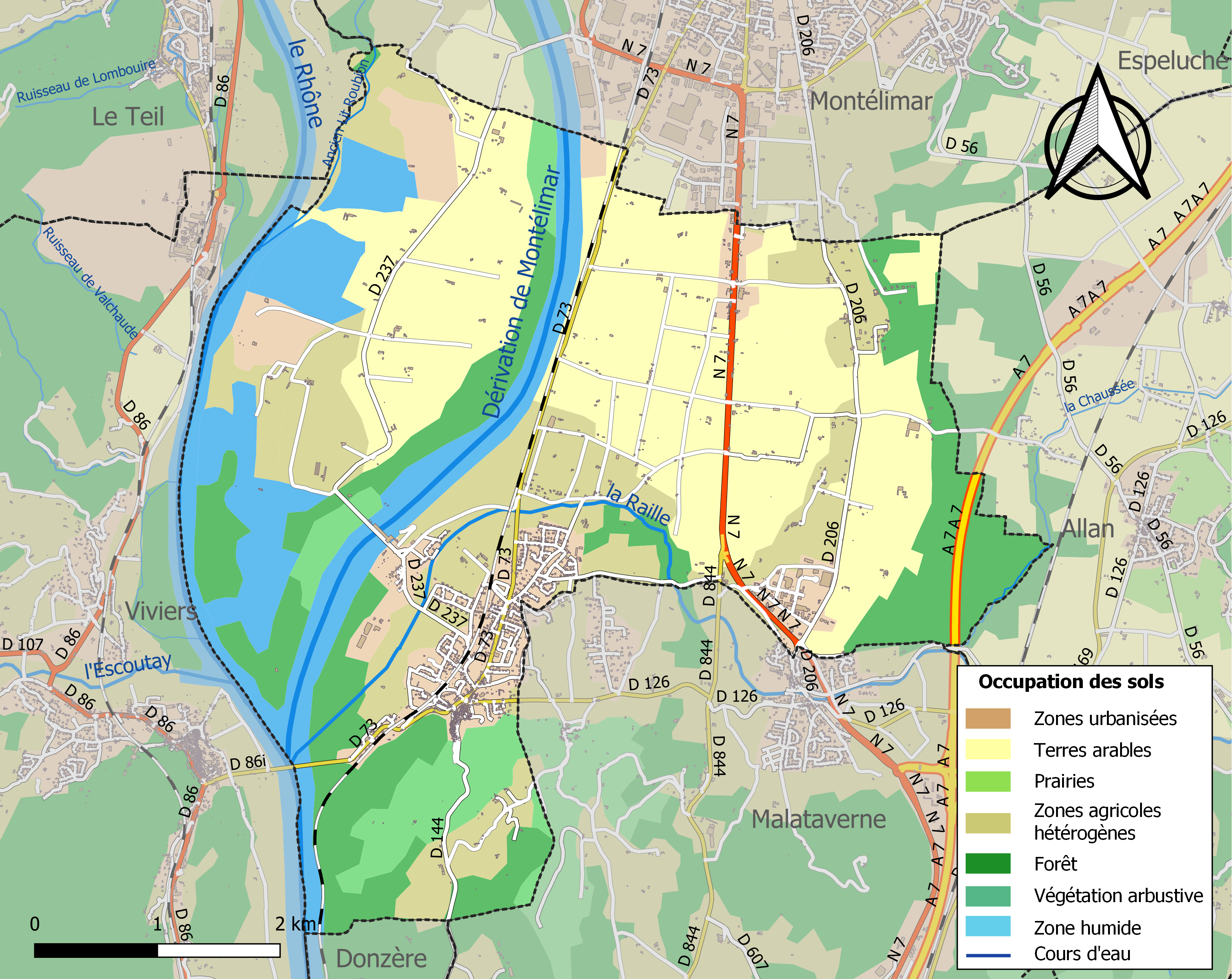
Kaart van de gemeente met belangrijkste infrastructuur, bodemgebruik en omliggende gemeenten

## Demografie
Onderstaande figuur toont het verloop van het inwonertal (bron: INSEE-tellingen).